# Prohalecites
Prohalecites is een geslacht van uitgestorven straalvinnige beenvissen uit het Ladinien en mogelijk Carnien (Trias) van Italië. Het is de oudst bekende teleosteomorf, een groep die bestaande beenvissen en hun naaste fossiele verwanten omvat.
Het type en de enige bekende soort Prohalecites porroi werd voor het eerst beschreven als Pholidophorus porroi door Cristoforo Bellotti, maar werd later ondergebracht in zijn eigen geslacht door Wilhelm Deecke. De soort Pholidophorus microlepidotus is af en toe ook in dit geslacht opgenomen, maar het verschilde in verschillende opzichten sterk van Pholidophorus porroi, wat aangeeft dat het niet nauw verwant was.
Soorten Prohalecites zijn klein, vaak niet meer dan vier centimeter lichaamslengte.